# TransferJet
TransferJet là một loại công nghệ mới chuyển dữ liệu không dây được Sony phát triển  và được đưa ra công khai vào đầu năm 2008. Bằng cách đưa hai thiết bị điện tử chạm vào (hoặc mang lại rất gần) nhau, TransferJet cho phép trao đổi dữ liệu tốc độ cao giữa hai thiết bị. Khái niệm về TransferJet bao gồm một giao diện kích hoạt bằng cảm ứng có thể được các ứng dụng đòi hỏi tốc độ truyền dữ liệu cao sử dụng để truyền dữ liệu giữa hai thiết bị ở chế độ peer-to-peer mà không cần kết nối vật lý bên ngoài.
Tốc độ truyền tối đa lớp vật lý của TransferJet là 560 Mbit/s. Sau khi thêm tính năng sửa lỗi và các phần đầu của giao thức, tốc độ tối đa là 375 Mbit/s. TransferJet sẽ điều chỉnh tốc độ dữ liệu giảm theo môi trường sóng không dây, qua đó duy trì một liên kết mạnh mẽ, ngay cả khi điều kiện són không dây xung quanh biến động.
TransferJet có khả năng xác định các địa chỉ MAC duy nhất của các thiết bị cá nhân, cho phép người dùng lựa chọn những thiết bị nào có thể thiết lập một kết nối. Bằng cách cho phép chỉ các thiết bị trong các hộ gia đình mới được kết nối, người dùng có thể ngăn chặn các hành vi trộm cắp dữ liệu từ người lạ khi đi trên phương tiện công cộng. Nếu người dùng muốn kết nối các thiết bị với bất kỳ thiết bị khác tại một bữa tiệc, điều này có thể được thực hiện bằng cách vô hiệu hóa chức năng lọc.
TransferJet sử dụng phổ tần số tương tự như UWB, nhưng chỉ chiếm một phần của dải tần có sẵn như là một đài phát thanh thế giới thông thường. Vì năng lượng RF được giữ dưới -70 dBm / MHz, nó có thể hoạt động theo cách tương tự như của các thiết bị UWB trang bị chức năng DAA. Ngoài ra, mức năng lượng thấp này cũng đảm bảo rằng sẽ không có ảnh hưởng nào tới các hệ thống không dây khác, bao gồm hệ thống TransferJet khác hoạt động gần đó.
Bằng cách làm giảm sức mạnh RF và không gian kết nối xuống một vài cm (khoảng 1 inch hoặc ít hơn), một kết nối TransferJet trong chế độ cơ bản nhất của nó không yêu cầu bất kỳ thủ tục thiết lập ban đầu của người sử dụng cho hai thiết bị, và các hành động chạm các thiết bị với nhau sẽ tự động kích hoạt việc truyền dữ liệu. Kịch bản sử dụng phức tạp hơn sẽ đòi hỏi các phương tiện khác nhau để lựa chọn dữ liệu cụ thể để gửi đi cũng như vị trí để nhận về (hay phương pháp để xử lý) các dữ liệu nhận được.
TransferJet sử dụng kỹ thuật TransferJet Coupler mới được phát triển  dựa trên nguyên tắc của trường cảm ứng điện như trái ngược với trường bức xạ cho anten thông thường. Các thành phần chức năng của một TransferJet Coupler chung bao gồm một điện cực nối hoặc tấm, một cùi cộng hưởng và mặt đất. So với anten phát xạ thông thường, các TransferJet Coupler đạt được truyền tải cao hơn và khớp nối hiệu quả hơn trong các trường gần trong khi cung cấp sự suy giảm sắc nét ở khoảng cách xa hơn. Bởi vì các Coupler tạo ra điện trường theo chiều dọc, không có sự phân cực và các thiết bị có thể được liên kết ở góc độ nào.